# Edward Gramlich
Edward M. Gramlich (18 juillet 1939 – 5 septembre 2007) était un professeur d'économie de l'Université du Michigan.
Spécialiste d'économie publique, de la réforme du système de santé et du marché de l'immobilier.

## Biographie
Edward Gramlich fut membre du conseil supérieur de la Réserve fédérale des États-Unis de 1997 à 2005. Il fut ensuite reconnu qu'il avait averti Alan Greenspan du danger de la crise des subprimes